# Truffle

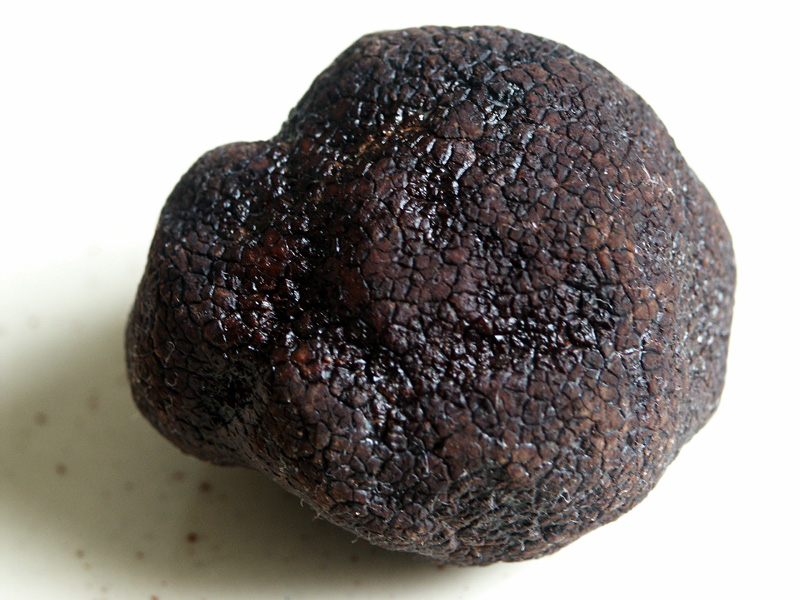
Nấm cục đen (Tuber melanosporum)

Nấm truffle là một loại đậu quả của một loại nấm ascomycete dưới mặt đất, chủ yếu là một trong nhiều loài thuộc chi Tuber. Ngoài Tuber, nhiều chi nấm khác được phân loại là nấm cục bao gồm Geopora, Peziza, Choiromyces, Leucangium và hơn một trăm loại khác. Các chi này thuộc nhóm Pezizomycetes và thứ tự tên khoa học là Pezizales. Tuy nhiên, có một số basidiomycetes giống nấm truffle được loại trừ khỏi Pezizales bao gồm Rhizopogon và Glomus. Truffle là nấm rễ cộng sinh và do đó thường được tìm thấy trong quan hệ liên kết chặt chẽ với rễ cây. Phân tán bào tử của loại nấm này được thực hiện thông qua các loài nấm, động vật ăn nấm. Những loại nấm này có vai trò sinh thái quan trọng trong chu kỳ dinh dưỡng và khả năng chịu hạn cao.

## Thời trung cổ
Truffle hiếm khi được sử dụng trong thời trung cổ. Việc tìm kiếm truffle được đề cập bởi Bartolomeo Platina, nhà sử học giáo hoàng, vào năm 1481, khi ông ghi lại rằng những con lợn nái của Notza không giống nhau trong việc săn nấm cục, nhưng chúng nên được rọ mõm để ngăn chúng ăn phải loại nấm này.

## Canh tác

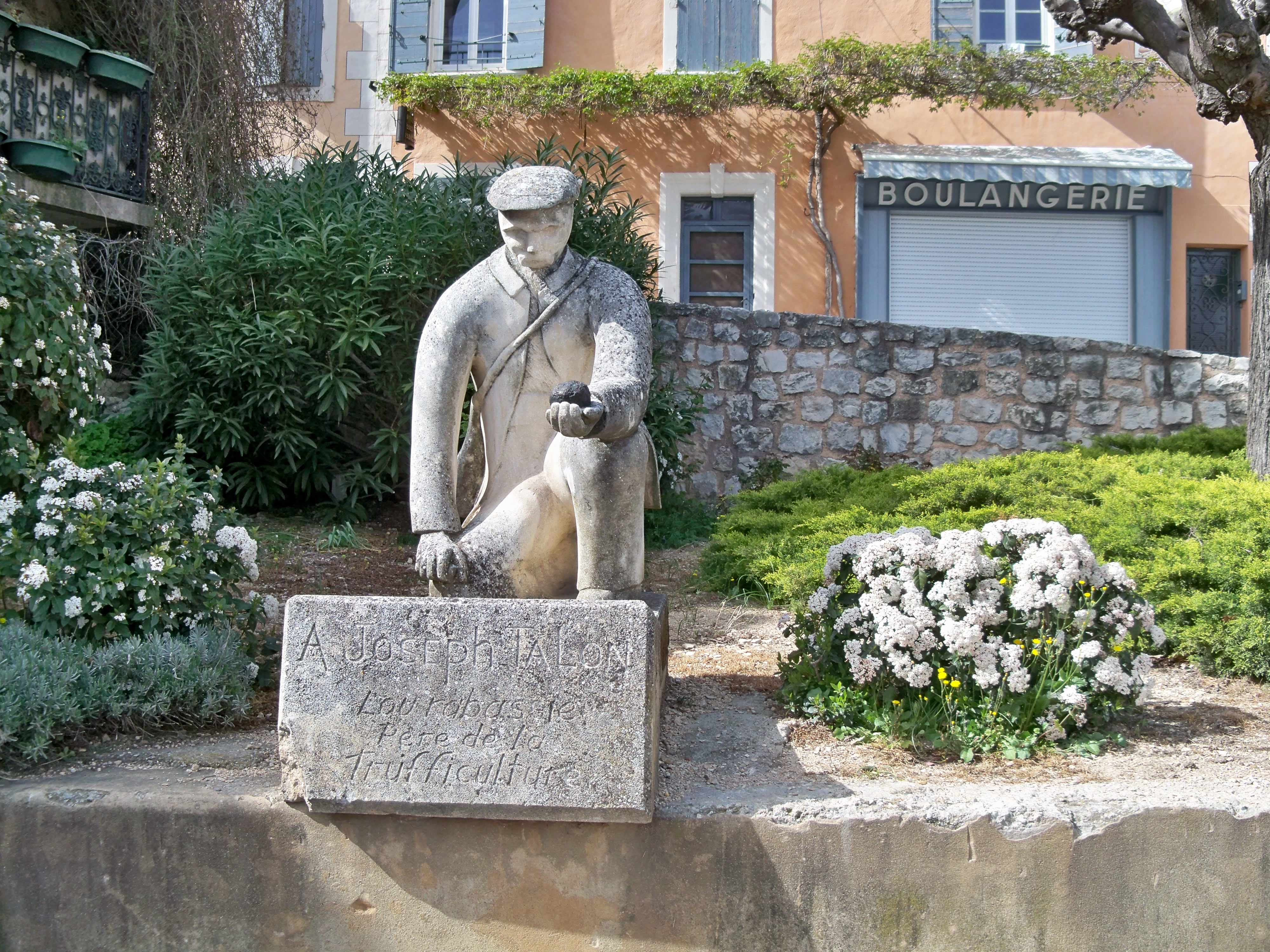
Tượng Joseph Talon ở Saint-Saturnin-lès-Apt

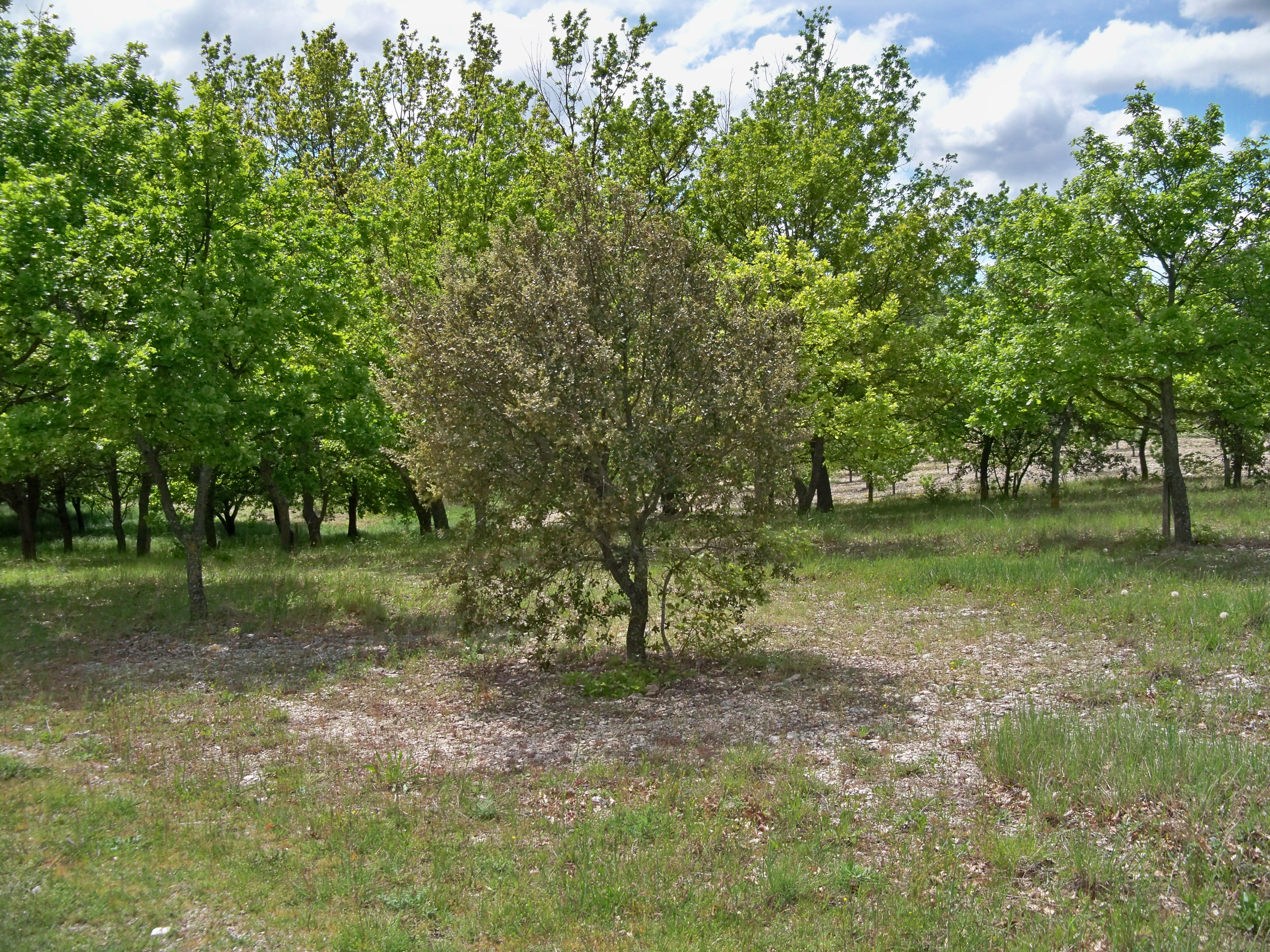
Trồng truffle gần Beaumont-du-Ventoux

Truffle từ lâu dã được coi là các kỹ thuật thuần hóa, như Jean-Anthelme Brillat-Savarin (1825) đã lưu ý: 

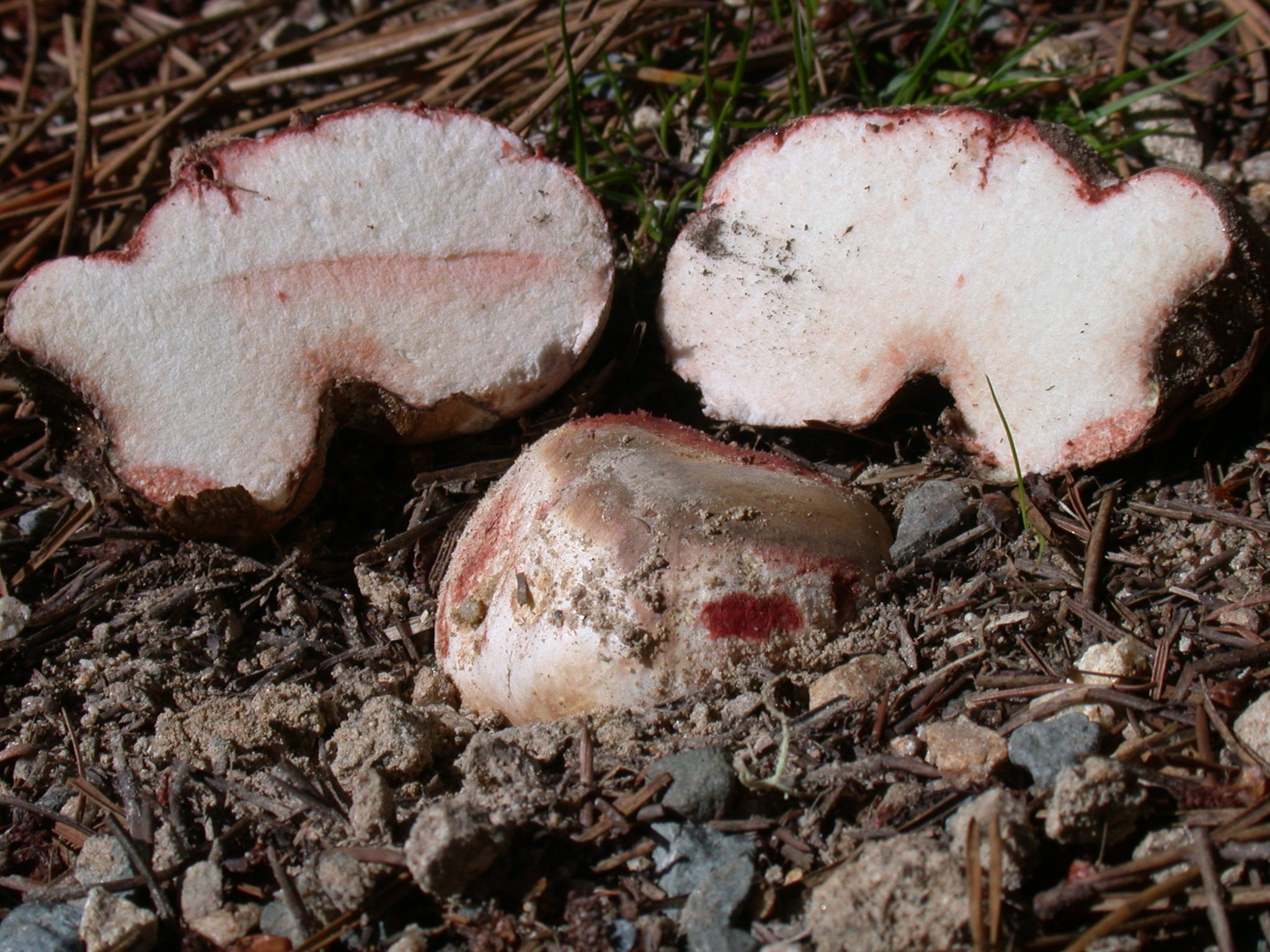
Nấm truffle.

 Những người đàn ông thông thái nhất đã tìm cách xác định bí mật, và tưởng tượng họ đã phát hiện ra hạt giống nào đó. Tuy nhiên, những lời hứa của họ là vô ích, và không có vụ trồng nào được theo sau bởi một vụ thu hoạch. Điều này có lẽ là ổn, vì một trong những giá trị lớn của nấm cục là sự khôn ngoan của họ, có lẽ họ sẽ không được đánh giá cao nếu chúng rẻ hơn các loại nắm thông thường.

## Sinh thái học
Các loài củ nấm thích hợp với đất sét hoặc đất đá vôi, vốn thoát nước tốt và có đặc tính trung tính hoặc kiềm. Củ nấm cho thu hoạch trong suốt cả năm, tùy thuộc vào loài, và có thể được tìm thấy chôn giữa rác lá và đất. Phần lớn sinh khối nấm được tìm thấy trong lớp đất mùn và rác.

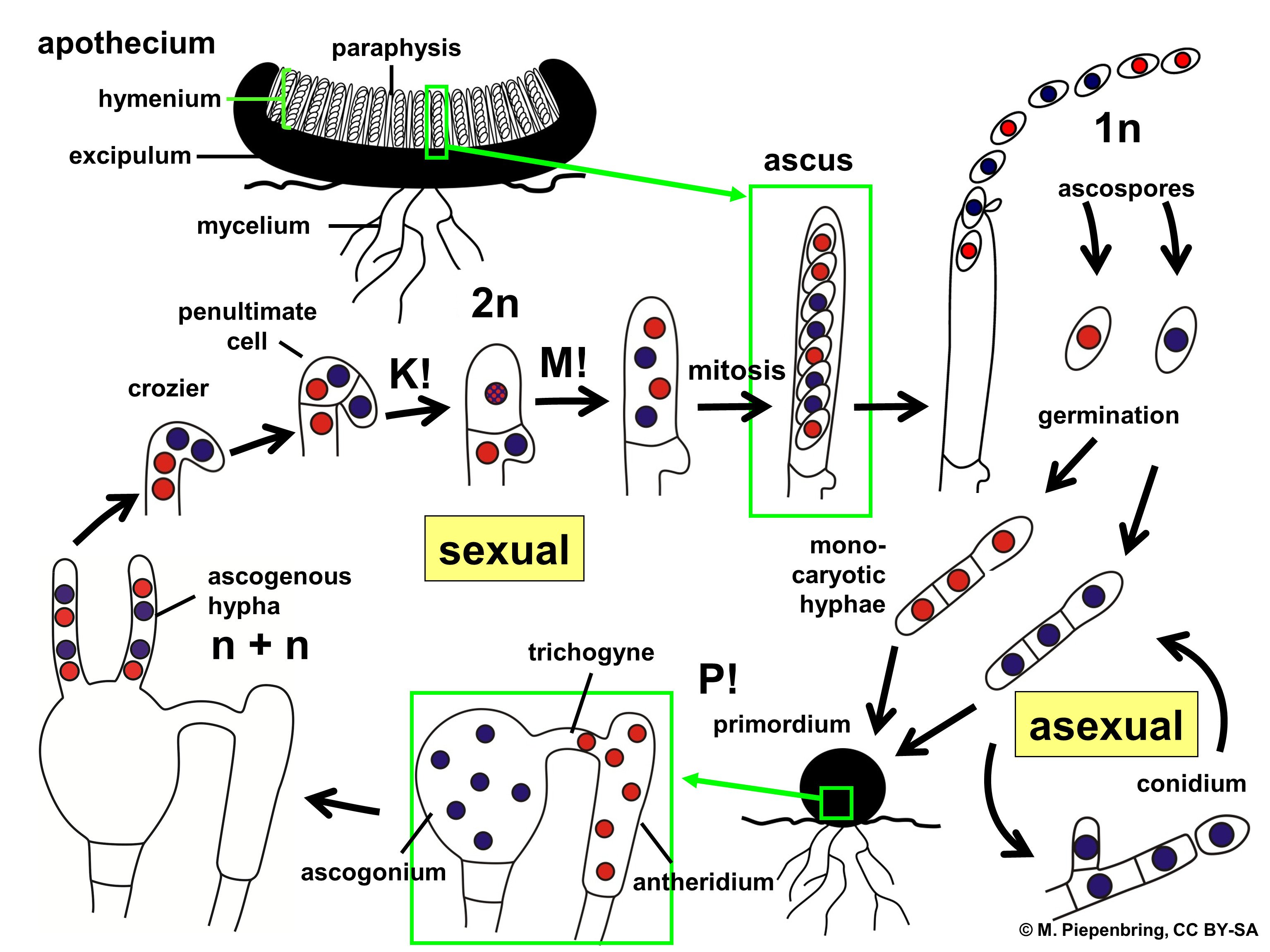
Vòng đời của Pezizales theo thứ tự trong Ascomycota.

## Khai thác

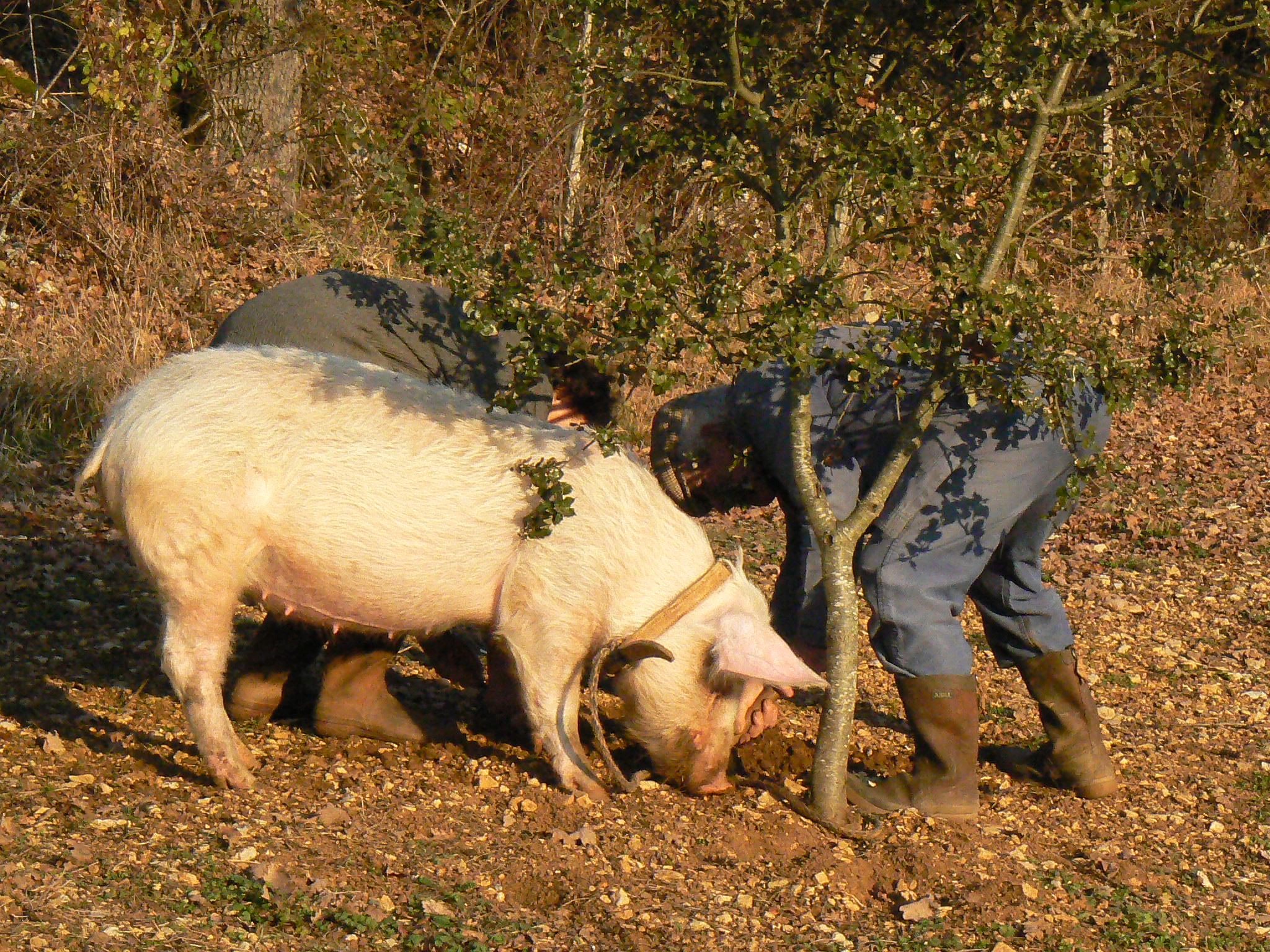
Lợn được huấn luyện ở Gignac, Lô, Pháp

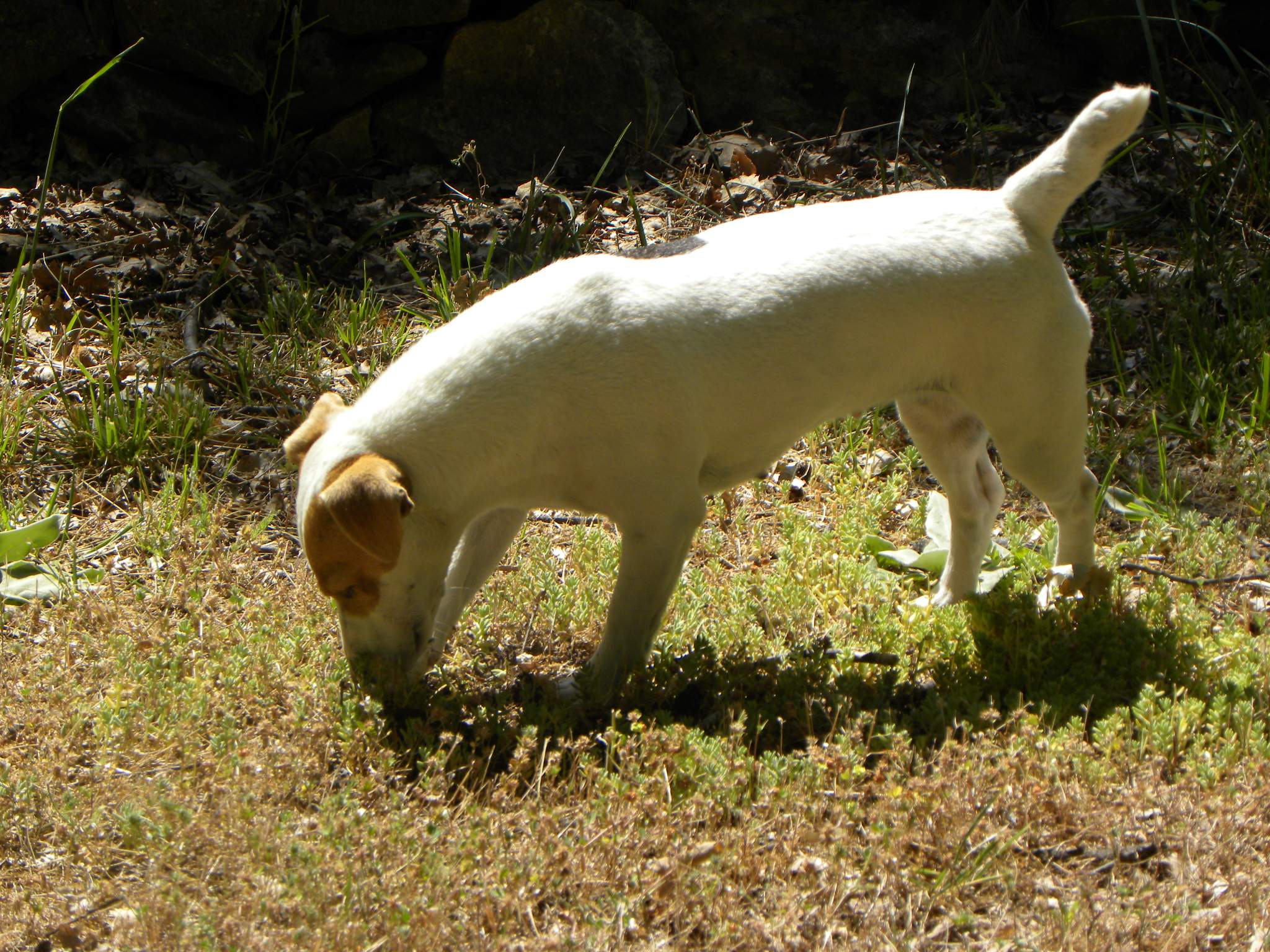
Chó được huấn luyện ở Mons, Var, Pháp

| Chó truffle       | Truffle lợn                             |
| ----------------- | --------------------------------------- |
| Khứu giác         | Khứu giác                               |
| Phải được đào tạo | Khả năng bẩm sinh để đánh hơi nấm cục   |
| Dễ kiểm soát hơn  | Có xu hướng ăn nấm cục một khi tìm thấy |